# Liste d'accidents aériens en 2021
Pour des articles plus généraux, voir Liste de listes d'accidents aériens et 2021 en aéronautique.
Selon l'Association du transport aérien international, le nombre d’accidents dans l'aviation civile commerciale mondiale est tombé de 52 en 2019 à 38 en 2020 et 26 en 2021, sept de ces derniers - 6 turbopropulseurs et un avion à réaction - ayant entrainé la perte de 121 vies humaines.

## Janvier
- Le 9 janvier, le vol Sriwijaya Air 182 s'écrase en mer de Java peu après son décollage de Jakarta (Indonésie) entraînant la mort des 62 personnes à bord.
- Le 24 janvier l'accident d'un Beechcraft Baron à Porto Nacional au Brésil cause la mort des 6 personnes à bord dont le président du club de football Palmas Futebol e Regatas et de 4 joueurs[2].

## Février
- Le 10 février, une attaque de drones Houthis contre l'aéroport international d'Abha en Arabie Saoudite déclenche un incendie à bord de l'Airbus A320-214 immatriculé HZ-FAB de flyadeal[3].
- Le 19 février, un Northrop T-38 Talon d'entraînement de l'United States Air Force s'écrase entraînant la mort de ses deux pilotes près de l'aéroport régional de Montgomery en Alabama[4].
- Le 20 février, un Beechcraft King Air B350i de la Force aérienne nigériane s'écrase alors qu'il rentrait vers l'aéroport d'Abuja après avoir constaté une défaillance moteur. L'accident entraîne la mort des sept personnes à bord[5].
- Le 20 février, le moteur Pratt & Whitney PW4000 d'un Boeing 777-200 du vol United Airlines 328 se désintègre partiellement, ce qui projette un nuage de débris sur un parc et les environs[6]. Le réacteur PW400 de l'incident du 20 février 2021,

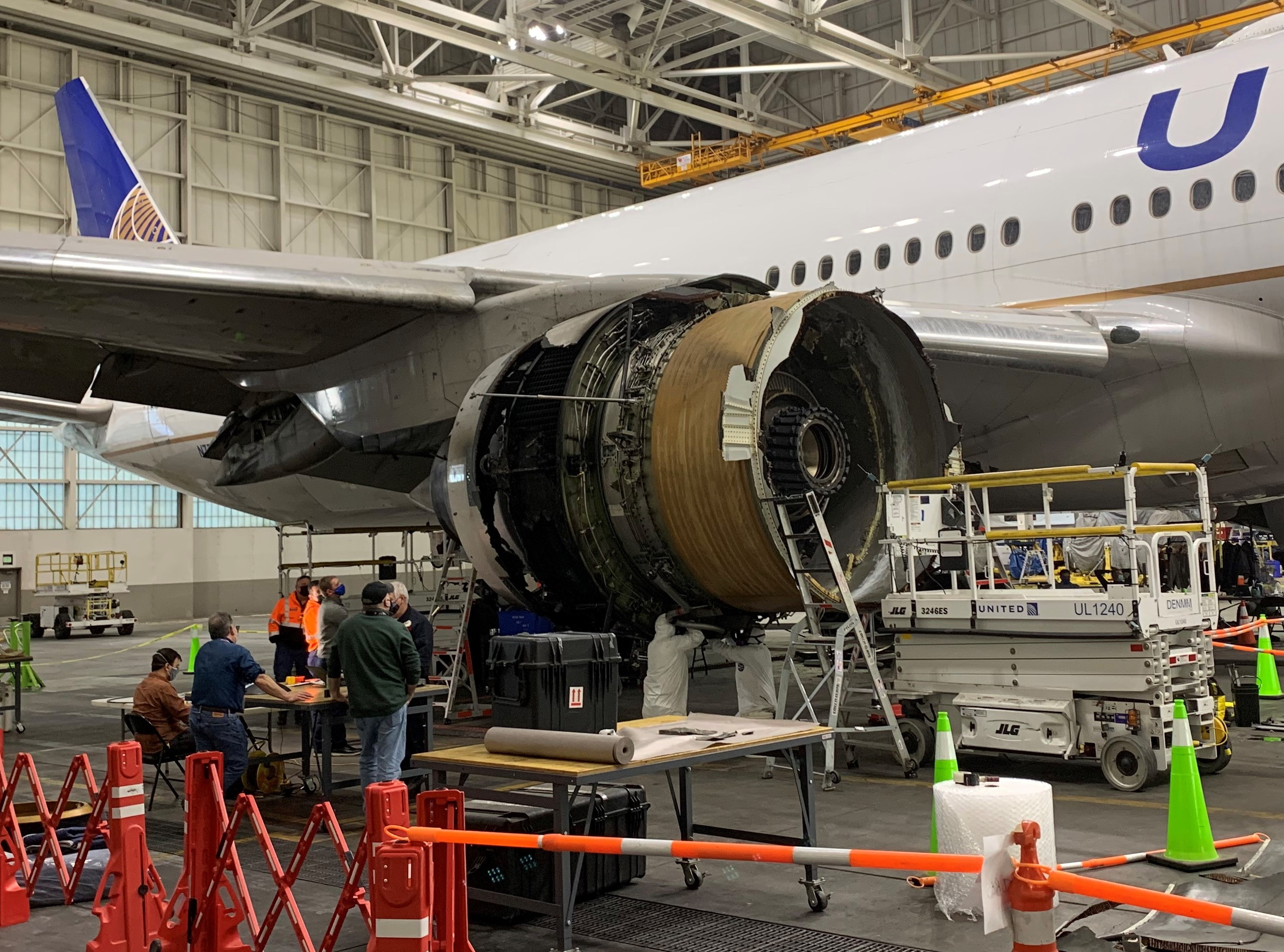
Le réacteur PW400 de l'incident du 20 février 2021,

## Mars
- Le 2 mars, le L-410 Turbolet du vol HK-4274 (fausse immatriculation) de la compagnie South Supreme Airlines s'est écrasé juste après le décollage, à Prieri, au Soudan du Sud entraînant la mort des douze personnes à bord[7].
- Le 27 avril 2021, un hélicoptère MD520MG de la Force aérienne philippine s'écrase a Getafe sur l'île de Bohol causant la mort d'un pilote et blessant les trois autres personnes à bord[8].
- Le 4 mars, un hélicoptère de manœuvre Cougar de l'armée de terre turque s'écrase dans la région de Bitlis. Onze militaires turcs dont un général d'armée sont tués et deux autres blessés.
- Le 13 mars, un Antonov An-26 des Forces armées kazakhes s'écrase à l'atterrissage a Almaty faisant quatre tués et deux blessés[9]
- Le 22 mars, Deux Northrop F-5 Freedom Fighter de la force aérienne de la république de Chine entrent en collision[10] entraînant la mort des deux pilotes[11]
- Le 24 mars 2021, un Nanghang K-8 Karokorum de la force aérienne bolivienne s'écrase sur une maison de la ville de Sacaba tuant une femme dans celle-ci et blessant son frère[12].

## Avril
- Le 7 avril 2021, un NF-5A de la patrouille acrobatique nationale turque Türk Yıldızları s'écrase tuant son pilote[13].
- Le 20 avril 2021, un hélicoptère de combat Mil Mi-35 de la force aérienne éthiopienne est perdu durant la guerre du Tigré[14].
- Le 20 avril 2021, un MiG-21 de la force aérienne roumaine s'écrase dans le județ de Mureș, le pilote s'est éjecté[15].

## Mai
- Le 12 mai, les 4 membres d’équipage d'un hélicoptère bombardier d’eau chinois Z-8A, immatriculé 应急308, qui s’est écrasé au lac Erhai dans la matinée lors d’une opération[16], n’ont pas survécu au crash[17][source insuffisante].
- Le 12 mai, une collision en vol a lieu entre un avion-cargo Fairchild Metroliner de la compagnie Key Lime Air (N280KL) et un avion de tourisme Cirrus SR22 (N416DJ) en approche de l'aéroport Centennial près de Denver. L'avion cargo parvient à atterrir malgré de lourds dégâts et l'avion de tourisme utilise son parachute. Aucun blessé[18].
- Le 21 mai, un avion Beechcraft 350 de la Force aérienne nigériane immatriculé NGR203 transportant le chef d'état-major de l'armée de terre nigériane - le lieutenant général Ibrahim Attahiru -d'Abuja à l'aéroport militaire de Kaduna a été détourné vers l'aéroport civil de Kaduna en raison du mauvais temps, mais lors de l'atterrissage a dérapé hors de la piste et a pris feu. Les onze personnes à bord sont décédées[19].
- Le 24 mai vers 14h30 un Mirage F1 de la société Draken International s'écrase près de Nellis Air Force Base dans le Nevada tuant son pilote[20].
- Le 29 mai, un MiG-21 de la Force aérienne nationale libyenne s'écrase lors d'un défilé près de Benghazi tuant son pilote[21].
- Le 29 mai 2021, l'écrasement d'un Cessna Citation 501 ISP peu après son décollage en partance vers la Floride, dans le lac Percy Priest près de Smyrna, Tennessee cause la mort des sept personnes à bord dont l'acteur Joe Lara et son épouse[22].

## Juin
- Le 10 juin, un Beechcraft 1900D de la Force aérienne du Myanmar s'écrase avant son atterrissage à Pyin U Lwin. 12 des 14 personnes à bord périssent dont deux importants moines bouddhistes militaires[23].
- Le 23 juin, un avion de transport Lockheed L-100 Hercules de la Force aérienne éthiopienne embarquant des troupes est abattu dans le woreda de Samre[24].
- Le 23 juin, un hélicoptère Sikorsky S-70 de la force aérienne philippine s'écrase lors d'un entrainement de nuit tuant les six personnes à bord[25].
- Le 24 juin, un hélicoptère Mil Mi-8 de la garde nationale russe s'écrase à Gatchina dans la région de Saint-Pétersbourg tuant les trois personnes à bord[26].
- le 26 juin, cinq personnes sont décédées dans un accident de montgolfière à Albuquerque au Nouveau-Mexique lorsque celle-ci a heurté une ligne électrique[27].

## Juillet
- Le 2 juillet, un avion cargo Boeing 737-200 de Trans Executive Airlines (en) (Transair) amerrit au large d'Honolulu à la suite d'un problème de ses moteurs après le décollage. Les deux pilotes sont gravement blessés[28]. La partie avant du fuselage du Boeing 737 de Transair qui s'est écrasé au large d'Honolulu le 2 juillet 2021.

La partie avant du fuselage du Boeing 737 de Transair qui s'est écrasé au large d'Honolulu le 2 juillet 2021.

- Le 4 juillet, un C-130H Hercules de la Force aérienne philippine avec 92 personnes à son bord s'écrase alors qu'il s'apprêtait à atterrir sur l'île de Jolo. Au moins 52 personnes sont mortes, dont 3 au sol, 52 sont blessées[29], plusieurs dizaines ont pu être secourues dans la carlingue de l'avion en feu[30],[31].
- Le 7 juillet, un Antonov An-26, d'une compagnie locale effectuant la liaison entre la capitale régionale du kraï du Kamtchatka, Petropavlovsk-Kamtchatski, et Palana s'écrase à quelques kilomètres de sa destination tuant les 6 membres d'équipage et les 22 passagers à bord[32].
- Le 16 juillet, un Antonov An-28 de la SiLA, une compagnie aérienne locale russe, fait un atterrissage d'urgence dans l'Oblast de Tomsk en Sibérie et capote. Les 18 personnes à bord ont survécu[33].
- Le 18 juillet, un Dassault Alpha Jet de la force aérienne nigériane est abattu par des tirs venant du sol de « bandits » après avoir terminé une mission d'interdiction aérienne entre les frontières de l'État de Zamfara et de l'État de Kaduna[34].
- Le 20 juillet, un Dassault Mirage 2000D de la 3e escadre de chasse de l'armée de l’air et de l’espace française s'écrase au Mali au sud de la ville de Hombori au cours d'une mission de combat. Les deux pilotes se sont éjectés, un est légèrement blessé[35].
- Le 31 juillet, un chasseur russe Soukhoï Su-35 s'écrase en mer d'Okhotsk à la suite d'une panne de réacteur. Le pilote est sain et sauf.

## Août
- Le 12 août, un hélicoptère Mil Mi-8 d'une compagnie locale russe s'écrase dans le lac Kourile dans le Kamtchatka avec 16 personnes à bord. Le bilan provisoire est huit morts et deux blessés[36].
- Le 14 août : premier accident d'un hydravion bombardier d'eau Beriev Be-200. Le premier reçu par la marine russe s'écrase dans la province de Kahramanmaraş en Turquie avec 5 militaires russes et 3 turcs, aucun survivant[37].
- Le 18 août, un chasseur MiG-29 des forces aériennes russes s'écrase lors d'un vol de routine dans le site d'essai d'Ashuluk dans la région d'Astrakhan, le pilote a été tué[38].
- Le 25 août, un hélicoptère de transport Mil Mi-17 de la marine mexicaine ayant une vingtaine de passagers dont le ministre de l'intérieur du Mexique s'écrase au décollage dans une commune de l'État d'Hidalgo faisant plusieurs blessés graves[39].
- Le 27 août, un bombardier Soukhoï Su-24 de l'armée de l'air russe devant aller effectuer des révisions chez le constructeur s'écrase à 95 km de Perm. Les deux pilotes se sont éjectés[40].

## Septembre
- Le 1er septembre, un hélicoptère MH-60S Knighthawk effectuant une manœuvre depuis le porte-avions USS Abraham Lincoln (CVN-72) s'abîme en mer avec 6 personnes à bord. Une est secourue, les cinq disparus sont considérés comme morts le 4 septembre. Cinq marins sont blessés sur le pont d'envol[41].
- Dans la nuit du 9 au 10 septembre, un hélicoptère de combat Mil Mi-24 des forces armées ivoiriennes s'écrase dans le département de Téhini dans le nord de la Côte d'Ivoire tuant les 5 militaires a bord[42].
- Le 19 septembre, un avion d'entraînement T-45C Ghosthawk de l'US Navy s'écrase à Lake Worth au Texas, les deux pilotes sont blessés[43].

## Octobre
- Le 3 octobre, le moteur d'un avion de tourisme Pilatus PC-12 immatriculé en Roumanie décollant de l'aéroport de Milan-Linate prend feu, causant son crash sur un immeuble vide en rénovation à San Donato Milanese en Italie. Huit personnes, dont un milliardaire roumain et sa famille dont certains ayant également la nationalité française, décèdent dans l'accident[44],[45].
- Le 10 octobre, dans le centre de la Russie, crash d'un avion de transport Let L-410 Turbolet de l'organisation paramilitaire DOSAAF transportant 22 personnes dans la république du Tatarstan dont des parachutistes civils, tuant 16 personnes et 6 ont été secourues[46],[47].
- Le 10 octobre, un avion léger Cessna 206 de la force aérienne bolivienne s'écrase dans le département de Pando en  Amazonie tuant les 6 personnes dont 4 du ministère de la santé[48].
- Le 14 octobre, un hélicoptère MH-60R Seahawk des Forces aériennes de la marine australienne s'abîme en mer des Philippines. Les trois membres d'équipage sont légèrement blessés[49].
- Le 19 octobre, un avion de ligne MD-87 privé, construit en 1987, fait une sortie de piste au décollage du Houston Executive Airport (en) puis est détruit dans un incendie. Les trois membres d'équipage et 18 passagers ont survécu[50].
- Le 20 octobre, un chasseur Mirage 2000 de la force aérienne indienne s'écrase dans l'état du Madhya Pradesh. Le pilote s'est éjecté et s'est blessé[51].
- Le 21 octobre, un chasseur Chengdu J-10S de la force aérienne chinoise fait un amerrissage forcé dans la rivière Jialu dans la province du Henan et échoue sur une rive, les deux pilotes se sont éjectés [52].
- Le 24 octobre, un prototype d'avion léger Sonaca 200 s'écrase lors d'un vol d'essai à Yves-Gomezée, dans la province de Namur. Le pilote est sain et sauf[53].

## Novembre
- Le 2 novembre, un avion-cargo Antonov An-26 appartenant à la compagnie sud-soudanaise Optimum Aviation s’est écrasé près de l’aéroport de Djouba au Soudan du Sud 3 minutes après son décollage. L’appareil transportait 28 barils de diesel vers un camp de réfugiés pour le Programme alimentaire mondial, les cinq personnes à bord ont péri[54].
- Le 3 novembre, un avion-cargo Antonov An-12 de la compagnie biélorusse Grodno s'écrase près l'aéroport d'Irkoutsk en Sibérie tuant les 9 personnes à bord[55].
- Le 3 novembre, l'ultime C-160 Transall civil, construction en 1982, et alors immatriculé au Tadjikistan a été accidenté lorsqu’il est sorti de la piste en terre qui sert d’aérodrome à la petite ville de Dolow en Somalie. L’équipage n’a pas été blessé mais l’appareil a ensuite pris feu et a été détruit[56].
- Le 5 novembre, un avion-taxi Beechcraft King Air s'écrase a l'approche de l'aéroport de Piedade de Caratinga (Minas Gerais, Brésil) entrainant la mort des 5 personnes à bord dont la chanteuse Marília Mendonça[57],[58].
- Le 11 novembre, un hélicoptère d'attaque Mil Mi-35 de la force aérienne éthiopienne est abattu à Afar par les forces tigréennes. Il semble avoir été touché par un missile sol-air de très courte portée[59].
- Le  16 novembre, un bombardier d'eau Air Tractor AT-802 en mission nocturne d'un feu avec des jumelles de vision nocturne s'écrase près de Estes Park dans le Colorado. Le pilote est tué[60].
- Le 17 novembre, un F-35B du 617th Squadron de la Royal Air Force, embarqué sur le porte-aéronefs HMS Queen Elizabeth (R08), s'écrase en mer Méditerranée orientale lors de son décollage. Le pilote s'est éjecté et est indemne[61].
- Le 19 novembre, un accident au sol impliquant 2 Northrop T-38 Talon dans la Laughlin Air Force Base au Texas fait un mort et deux blessés[62].
- Le 30 novembre, un hélicoptère Mil Mi-17 des gardes-frontières de l’Azerbaïdjan s'écrase dans la région de Xızı lors d’un vol d’entraînement tuant 14 des 17 personnes à bord[63]. L'épave du Mi-17 azerbaïdjanais.

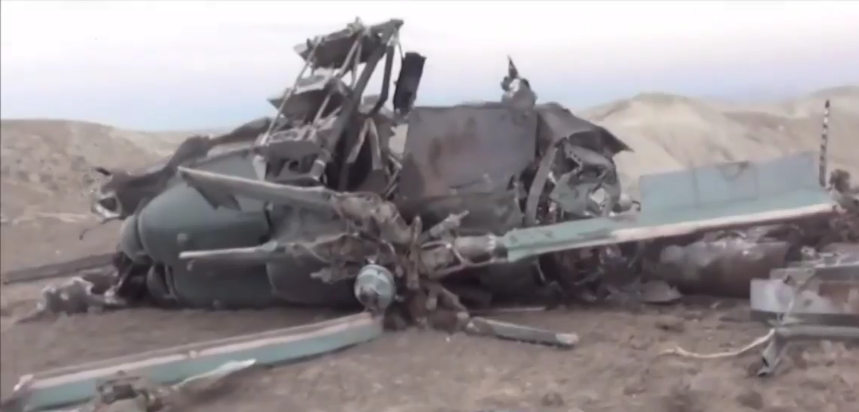
L'épave du Mi-17 azerbaïdjanais.

## Décembre
- Le 7 décembre 2021, un hélicoptère Écureuil de l'Armée de terre pakistanaise s'écrase lors d'une mission de routine dans le glacier de Siachen. Les trois membres d'équipage spécialisés dans le secours en montagne sont décédés[64],[65].
- Le 8 décembre, un accident d'un Mil Mi-17 de l'armée de l'air indienne tue 13 des 14 personnes à bord dont le chef d'état-major Bipin Rawat dans le district des Nilgiris[66].
- Le 15 décembre, un avion d'affaires Gulfstream GIV-SP  s'écrase en tentant un atterrissage d'urgence près de l'aéroport international Las Américas de Saint-Domingue. Les six passagers et les trois membres d’équipage sont morts[67],[68]
- Le 20 décembre, un hélicoptère Alouette II de l'armée de l'air malgache en mission à la suite du naufrage d'un cargo la veille s’abime en mer. Le secrétaire d'État à la gendarmerie nationale malgache, Serge Gellé, est l'un des deux survivants avec un militaire. Les corps des deux autres militaires a bord, dont le pilote, un colonel commandant la base aérienne d'Ivatu, sont retrouvés les jours suivants[69].
- Le 23 décembre, un avion cargo Short 360 de la compagnie Malu Aviation en République démocratique du Congo s'écrase à Shabunda dans la province du Sud-Kivu. Les cinq personnes à bord périssent[70].
- Le 24 décembre, un chasseur MiG-21 de la Force aérienne indienne s'écrase dans le District de Jaisalmer, au Rajasthan. Le pilote est mort[71].
- Le 27 décembre 2021, un avion d'affaires Learjet 35A s'écrase dans la ville d'El Cajon en Californie. Les quatre personnes à bord périssent[72].